# Timbuctu
Timbuctu o millor Timbuctú (segons l'IEC, Tombuctú) (Tin Buqt en tamasheq; Tombouctou en francès transcrit Tombuctú) és una ciutat propera al riu Níger, a la regió homònima de Mali. La ciutat també és anomenada la ciutat dels 333 sants i la perla del desert.
La ciutat acull la prestigiosa madrassa de Sankore i altres madrasses. Durant els segles XV i xvi, fou un centre intel·lectual i espiritual de primera magnitud i principal difusora de l'islam per la resta de l'Àfrica. Hi destaquen les tres grans mesquites: Djingareyber, Sankore i Sidi Yahya, mostra d'un passat gloriós.
La ciutat va construir la seva prosperitat al voltant dels intercanvis comercials entre la zona sudanesa del Sahel i el Magrib, i és la porta d'entrada al Sàhara. Va tenir el seu punt àlgid durant el segle xvi, però la seva riquesa va començar a declinar quan els europeus van obrir la via marítima per al comerç entre l'Àfrica del Nord i l'Àfrica negra.
La ciutat és habitada per diferents ètnies: songhais, tuaregs, fulanis, i mandinkas.
Segons alguns etimòlegs, el nom de Timbuctu ve de Tim, que en llengua berber vol dir "el lloc de", mentre que Boctu seria el nom d'una antiga reina local. Per tant, Timbuctu voldria dir 'El lloc de Boctu'. D'altres diuen que Boctu era la "dona del gran melic" (Lieu ou place de la vielle femme au gros nombril), i que aquesta s'ocupava de guardar el pou i les pertinences dels fundadors de la ciutat.

## Història
Timbuctu fou fundada al voltant de l'any 1100, durant la dinastia Malinka. Però, durant més de dos segles, fou poc important, car no és esmentada per cap font musulmana fins a Ibn Battuta, que diu que estava habitada pels masufes, però aquests van emigrar cap a l'est progressivament. Durant el segle xiv, sota el domini de l'Imperi de Mali i l'emperador Kuta Mussa (mansa Musa I) va adquirir notorietat. La culminació del regnat de Musa fou el seu famós pelegrinatge a la Meca, que començà el 1324 i acabà amb el seu retorn el 1326. Musa era tan generós que feia córrer els diners i va haver de treure un préstec per poder permetre's el viatge de retorn a casa. L'hajj (peregrinació) de Musa, i especialment el seu or, va cridar l'atenció dels mons islàmic i cristià. Consegüentment, el nom de Mali i Tombuctú va aparèixer als mapamundis de segle xiv. Tombuctú o Timbuctú fou visitada pel rei al seu retorn, acompanyat del poeta i arquitecte andalusí (de Granada) Abu Ishaq Ibrahim as-Sahilí (o es-Sahelí), conegut com al-Tuwaydjin, a qui havia conegut a la Meca. Mansa Musa va portar l'arquitecte a Mali per embellir algunes de les ciutats i algunes mesquites foren construïdes a Gao i Tombuctú junt amb palaus impressionants. As-Sahilí li va construir per al mansa un palau amb una complexa decoració i una cúpula que es creu que fou la primera de la seva classe al país, i a Tombuctú es van construir l'actual muralla i la mesquita de Djingareyber.
En declinar el poder de Mali al final del segle xiv, la ciutat va caure en mans, el 1433 o 1434, dels tuaregs Maghsharan, que van establir-hi un governador sanhadja; però, el 1468, foren expulsats pels songhais. La seva màxima esplendor va arribar llavors, durant el segle xv, sota l'Imperi Songhai. Durant el regnat de Sunni Ali Ber, la ciutat arribà a acollir més de 25.000 estudiants a la madrassa de Sankore i més de 100.000 habitants, repartits per barriades segons l'ètnia. Els ulemes sanhadja van fugir a Walata i els ulemes no sanhadges van veure limitada la seva activitat. Sota l'Askia Muhàmmad ibn Abi Bakr al-Hajj i els seus successors, Timbuctú va mantenir la prosperitat i el creixement; els seus ulemes eren respectats i rebien de vegades favors dels sobirans que residien a Gao.

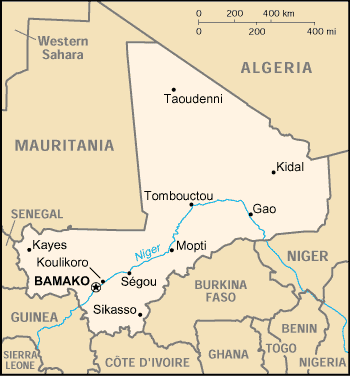
Mali

El 1591, tropes enviades pel soldà del Marroc Àhmad al-Mansur van conquerir la ciutat i altres poblacions de la zona. La major part dels soldats es van quedar a la ciutat i es van fusionar amb la població local. Timbuctú fou la capital del domini africà dels marroquins i els seus governants tenien el títol de basha, que era equivalent a governador militar. El domini marroquí va durar-hi gairebé cent anys, encara que a partir del 1608 fou nominal. Els ulemes locals van patir altra vegada sota els ocupants. Alguns membres de la família local dirigent dels Masufa Akit, generalment cadis de la vila sota els askyes, foren enviats en exili a Marràqueix; d'altres en van marxar voluntàriament. Timbuctú va entrar en declivi econòmic i cultural. Al llarg del segle xvii, els bashes van esdevenir de facto independents del Marroc, governant un estat entre Djenne (Jenne) i Bamba (prop de Gao); des del 1670, ja no hi va haver relació amb els soldans, que havien perdut l'interès per la ciutat, ja que no havien arribat a controlar-ne les mines d'or. Els soldats marroquins van donar origen a una classe social que en llengua songhai s'anomenava armes (singular: arma) o també roumes (singular: rouma) derivat dels mosqueters del sultà.
L'estat dels bashes era dèbil (entre 1591 i 1832, hi va haver almenys 242 persones que van exercir com a basha, alguns diverses vegades), i Timbuctú va caure per primera vegada en mans dels tuaregs el 1737. La resta del segle xviii, diverses vegades grups tuaregs i bambares van ocupar breument la ciutat o la van assetjar. Finalment, els fulbes de Masina sota Ahmadu Lobbo la van conquerir el 1826 i després d'alguna alternativa, definitivament el 1832; la van conservar fins al 1844, quan els tuaregs la van ocupar durant dos anys, però els fulbes van impedir l'arribada de blat des de la zona del delta del riu Senegal i van forçar els tuaregs a retirar-se'n; no obstant això, el xeic Ahmad al-Bakkai al-Kunti de la influent tribu araboberber dels kanata (en singular, kunta; francès, kounta), net de Mukhtar al-Kunti (unificador de la tribu), i cap de la zawiya dels bakkiyya o bakkakiyya (una branca de la kadiriyya), va aconseguir un acord pel qual dominaria Timbuctú pagant tribu a Masina; des de llavors, el xeic Ahmad al-Bakkai al-Kunti fou l'àrbitre dels afers de la ciutat. El 1862, els fulbes de Masina foren derrotats per al-Hadjdj Umar, fundador de l'anomenat Imperi Toucouleur; al-Bakkai es va erigir en el defensor de la independència de Timbuctú. Poc després, Umar va conquerir Timbuctú i la va saquejar, però al-Bakkai es va aliar als fulbes (o peuls), que es van revoltar dirigits per Ba Lobbo, germà de l'executat rei de Masina, i junts van assetjar la capital Hamdallahi durant 8 mesos; quan la gana va fer impossible la resistència, Umar va fer cremar la ciutat i es va refugiar als cingles de Bandiagara, on, abandonat pels seus partidaris, va morir misteriosament, fent saltar una càrrega d'explosius (1864). Al-Bakkai va morir el 1865, però els maures kanata de la bakkakiyya van seguir dominant Timbuctú fins a l'arribada dels francesos, el 1893, quan es van retirar cap a l'Azawad.
Timbuctu va ser una ciutat prohibida per als no musulmans. El primer europeu a entrar-hi fou l'explorador escocès Alexander Gordon Laing (1793-1826), que va arribar a Timbuctu, procedent de Trípoli, l'agost del 1826 i que fou obligat a marxar poques setmanes més tard, tot i que no arribà gaire lluny, en ser assassinat al desert. Poc després, el 1827, visitaria la ciutat el francès René Caillié, que va arribar navegant pel riu Níger disfressat de musulmà, i va poder tornar per explicar-ho. Hi ha un relat del nàufrag americà Robert Adams, escrit de manera complicada d'interpretar, però que sembla autèntic, i hauria estat el primer a visitar Timbuctú. Heinrich Barth hi va arribar el setembre del 1853, i el següent europeu a anar-hi fou Oskar Lenz (ja el 1880).

### Arribada dels francesos
El 1889 el tinent coronel Archinard, comandant superior del territori de l'Alt Senegal, va ordenar entrar en contacte amb Timbuctu i els estats de l'interior del bucle del Níger (la corba el Níger) i va encarregar al tinent de vaixell Jayme, successor de Davoust al capdavant de la flotilla del Níger, de marxar a la zona; l'insignia Hourst i el sotstinent Marchand l'havien d'acompanyar; marchand a més tenia la missió d'entrar en contacte amb les armes i signar amb ells un tractat de comerç.
Les dues canoneres (la Mage i la Niger) van sortir el setembre de 1889 de Koulikoro seguint la ruta de navegació ja establerta pel tinent Caron. A Mopti l'insignia Hourst es va quedar amb la Niger, que estava avariada i la Mage va seguir endavant arribant el 27 de setembre a la riba del llac Déboé. En creuar el país de Macina els francesos foren rebuts favorablement pels habitants peuls que havien estat sotmesos pels truculors i ara mostraven les seves simpaties obertament. Després de passar Safay vam començar a aparèixer els tuaregs, aferrats a la seva independència, que es van mostrar poc acollidors.
El 3 d'octubre del Mage va tocar a Korioumé on va parar dos dies per permetre a Marchand negociar amb les armes. Després van retornar cap a Koulikoro, recollint en el retorn a Hourst a Mopti. La missió va comportar un principi d'acord comercial a més de moltes informacions hidrografiques del Níger i el llac Déboé.
El 1893, la ciutat va caure sota la dominació colonial francesa. En aquests moments les principals tribus tuaregs de la zona eren els Iguelladj que vivien a la vora del llac Faguibine; els Tenguéréguifs; els Kel Témoulai que vivien a la zona de Ganto, a la riba dreta del Níger; i els Kel-Antassar, una tribu guerrera que es va oposar ferotgement als francesos; els Kel Témoulai els Kel-Antassar eren els que exercien el poder polític compartit a Tombuctú a l'arribada dels francesos i els Kel Témoulai a més governaven a Kabara. A l'arribada dels francesos es van replegar cap a l'est.
L'ocupació francesa es va mantenir fins al 1960, moment de la independència del Sudan francès, que va prendre el nom de Mali. Durant el govern francès, fou capital d'un cercle administratiu. La sequera i una llarga revolta tuareg que va durar fins al 1996 van causar moltes víctimes i van afectar la ciutat. El 1970, hi fou fundat el Centre de Documentació i Recerca Ahmad Baba, que ha recopilat més de 6.000 manuscrits àrabs.

### Conquesta francesa
Com molts oficials francesos, el cap de la flotilla del Níger, Boiteux, tenia la idea romàntica de ser el primer d'anar a Timbuctu. Des del juliol de 1893 va acompanyar a mercaders indis que anaven pel riu a Timbuctu i va planejar apoderar-se de la ciutat en un cop de mà si en tenia l'ocasió. Aquestes idees van arribar al tinent coronel Bonnier, comandant superior interí de la colònia del Sudan Francès, que li va ordenar romandre al seu moll a Mopti. Boiteux va obeir, però el desembre, al saber que Hourst havia estat encarregat d'una missió a Timbuctu, va temer ser avançat per aquest i va sortir de Mopti amb les canoneres Mage i Níger i dues barcasses i va baixar el riu fins a Saraféré on va reclutar com a pilots a dos comerciants de Timbuctu que enemistats amb els tuaregs s'havien exiliat de la ciutat. Va seguir el viatge per El-Oual-Edji i Korioumé, entrant al marigot de Dai el 5 de desembre i d'allí cap a Kabara. A 2 km d'aquesta població va deixar els vaixells sota el comandament del seu segon, el insígnia de vaixell Aube, i amb 11 laptots es va embarcar en una barcassa per reconèixer la ruta. A Kabara fou acollit per un nuvol de llances dels tuaregs Tenguéréguifs que el dia abans havien estat advertits de la presència francesa a Korioumé, el que havia aconsellat a Hamdia, un cap local de Timbuctu, de mobilitzar forces cap a Kabara. Els laptots van sostenir el combat durant una hora contra 150 tuaregs als que van acabar fent fugir.
La flotilla fou cridada a Kabara i Boiteux va iniciar converses amb les autoritats locals. Els notables de Timbuctu es van excusar dient que estaven obligats a seguir ordres dels tuaregs, als que consideraven opressors i que per tant no podien signar un tractat de protectorat sota pena de represàlies greus. Boiteux va decidir marxar cap a Timbuctu i aprofitant d'una crescuda poc habitual del riu, va poder navegar pel marigot de Kabara fins a la ciutat on va arribar el 14 de desembre al matí. Els tuaregs s'havian allunyat de la població; els kuntes, caps locals, que eren 40, volien resistir però la població no hi va estar d'acord i els francesos van entrar a la ciutat sense oposició. Boiteux va organitzar la defensa pel cas d'un retorn ofensiu dels tuaregs, formant dos fortins al nord i sud de la ciutat cadascun amb un canó; alguns laptots i habitants locals favorables foren situats a punts estratègics. Aube va tornar amb els dos vaixells cap a Kabara (a 10 km) on el cap de la població se li va sotmetre.
El 28 de desembre les canoneres foren atacades pels tuaregs. Aube els va rebutjar però de manera imprudent els va perseguir 5 km i va quedar envoltat per cavallers armats; ja no va poder recular cap a les canoneres (tot i que va arribar a poc més d'un kilòmetre) on finalment, en un terreny pantanós, fou massacrat amb els seus 19 companys. Boiteux va sentir els trets i va córrer a ajudar al seu segon; va dispersar als tuaregs prop de Kabara causant-los-hi 15 baixes. Tot i així els tuaregs Tenguérëguifs no van parar de moure's prop de Tombouctou i demanaren als Kel Antassar d'unir-se a ells per reconquerir la ciutat. Els tuaregs es van desplaçar cap a Kabara i van bloquejar la ruta per impedir els subministraments a Timbuctu i rendir als francesos per la gana. El 6 de gener els queviures van començar a anar curts i Boiteux va enviar de nit les barcasses a Kabara d'on van retornar amb queviures; els tuaregs van pensar que es tractava de reforços i van evacuar les seves posicions. Timbuctu quedava assegurada pels francesos, una conquesta d'una ciutat de vuit mil habitants feta per només 19 homes.

### Mort del tinent coronel Bonnier i de la gent de la seva columna a Dongoï
Mentre Bonnier havia retornar a mitjan desembre de la seca expedició contra Samori Turé, i va saber de l'acció de Boiteux a Timbuctu. Preveient una situació difícil va marxar amb rapidesa cap a Bamako on va reunir totes les piragües disponibles a Toulimandio i tres dies després (21 de desembre) es va embarcar cap a Ségou amb part de la infanteria, mentre la resta de forces aniria per terra sota el comandament del comandant Joffre seguint la riba esquerra del riu. A Ségou va trobar al comandant Hugueny que li va fer saber que Grodet havia estat nomenat governador (civil) de la colònia Sudan Francès i li va donar una carta que el cridava a Kayes. Bonier no obstant va considerar que el seu deure d'ajudar s'imposava a les ordres, va decidir suspendre aquestes de moment i va escriure a Grodet advertint del perill per Boiteux i per les canoneres i agafant la responsabilitat de marxar en el seu ajut.
Va continuar cap a Sansanding i Mopti i pel camí va saber que Timbuctu ja havia estat ocupada, i també la massacre d'Aube i els seus companys. Bonnier va formar dues columnes; ell mateix al capdavant de la primera, baixaria pel riu directament sobre Timbuctu; el comandant Joffre, amb la segona, hi aniria per terra passant per Nampala, el llac de Kabara, Sompi i Goundam i en el camí afermaria el domini francès a la regió i enviaria als caps hostils a Sokolo, Djenné o Sansanding prenent possessió de totes les terres habitades per poblacions independent als caps dels quals enviaria a Timbuctu.
La columna de Bonnier estava formada en el seu estat major pel capità Regad (cap), el capità Livrelli (sotscap), el capità Nigotte (topògraf), el capità Sansarric, el tinent Garnier, el doctor Grall, el veterinari Lenoir i l'intèrpret Aklouck. La resta de la columna la formaven:
Artilleria: dues peces de 80 mm de campanya i dues de 80 mm de muntanya; dues peces de 4 de muntanya, sota el capità Aurenche.
Infanteria: un batalló de tiradors sudanesos de tres companyies, manats pel comandant Hugueny: la 5a companyia del capità Tassard amb el tinent Bouverot; l'11a companyia amb el capità Philippe, el tinent Frantz i el sotstinent Sardà; i la 9a companyia del capità Pansier.
Comboi: dotze dies de queviures i municions.
Les 300 piragües van sortir l'1 de gener de 1894 arribant el dia 9 a Kabara on van trobar la flotilla. Van desembarcar i es van dirigir a Timbuctu (excepte l'artilleria que va restar a Kabara de moment, sota protecció de la 9ª companyia). Boiteux va abandonar la ciutat i va retornar a Kabara mentre una secció de la 11ª companyia sota el capità Sansarric es va instal·lar al fortí nord i la reste del destacament va acampar al sud-oest. Bonnier va complir llavors les ordes i va decidir retornar a Kayes; se li va indicar que hi havia tuaregs en el camí, a Goundam, i va considerar que els dissoldria pel camí facilitant la marxa del capità Joffre, del que no tenia notícies.
El 12 de gener va sortir de Timbuctu (on van quedar en guarnició la 9a companyia, l'11a companyia sota el tinent Franz, l'artilleria i el comboi) i l'endemà es va creuar amb campaments tuaregs on va capturar unes 3000 cabres; va fer nit a Tinteïlou, límit de les inundacions del marigot de Goundam. Aquest dia 13 la tropa va confiscar 600 cabres més a Massakoré i una secció de la 5a companyia va intercanviar trets amb un grup d'homes armats fent alguns presoners. Aquests van informar que els Tenguéréguifs i els Kel Antassar s'havien concentrat a Djidjin, no lluny de la població de Dongoï (a uns 2 kilòmetres del lloc on eren). Van passar una part la nit a Massakoré i després van seguir fins a Tacoubao que els tuaregs havien abandonat minuts abans. Les patrulles de reconeixement van capturar, una 800 cabres i l'altra 100 bous. El dia 15 a la matinada el campament fou atacat per 250 infants i 130 cavallers tuaregs. L'atac va agafar tant per sorpresa als francesos que va ser impossible resistir; la confusió era total; gairebé tot el destacament fou eliminat en l'anomenat desastre de Dongoï. Se'n van salvar el capità Nigotte, el sergent major Béretti, el sergent Lahire i 8 tiradors que es van poder reunir amb un altre grup que s'havia salvat dirigit pel sotstinent Sardà. En l'acció van morir el tinent coronel Bonnier, el comandant Hugueny, els capitans Regad, Livrelli, Tassard i Sansarric, els tinents Gamier i Bouverot, el doctor Grall, el veterinari Lenoir, l'intèrpret Aklouck, tres sotsoficials (sergents Gabrié, Etesse i un indígena de nom no esmentat) i 68 tiradors.
El capità Nigotte va assolir el comandament i va dirigir la retirada; per distreure als tuaregs va abandonar les 3000 cabres que els francesos havien robat i es va dirigir a Timbuctú on va arribar el 17 de gener. Allí el capita Philippe va adoptar disposicions d'emergència per a controlar la situació. La guarnició de 300 homes es va disposar a rebutjar un eventual atac. Els francesos sabien que el dia 10 de gener havia sortit un comboi de re-avituallament de Ségou i, per tant, estaven relativament tranquils. Philippe va ordenar a Boiteux de restar a Kabara fins a l'arribada del comandant Joffre i va enviar a aquest un emissari per advertir-lo dels darrers esdeveniments.

### Columna Joffre
La columna número dos o segona, del comandant Joffre, havia marxat a Timbuctu per terra. Tot i que portava bastants queviures, en alguns llocs es va aturar per aprovisionar-se. Aquesta columna tenia a l'estat major al capità Gautheron, un metge i un intèrpret. La cavalleria amb el 2n esquadró de spahis sudanesos del capità Prost, amb els tinents Payn i Robillot, un escamot de 30 spahis auxiliars sota el capità Pouydebat. L'artilleria amb dues peces de 80 mm de muntanya sota el capità Fourgeot. La infanteria, dos companyies de tiradors sudanesos (la 10a del capità Cristofari amb el tinen Frèrejean i el sotstinent Sadioka) i la 12a del capità Puypéroux, amb el tinent Maillac i el sotstinent Bluzet). El comboi amb cavalls i mules. En total 17 oficials (2 d'ells indígenes), 320 soldats (50 europeus), 11 conductors, 662 auxiliars, 183 cavalls i 18 mules.
El 27 de desembre de 1893 la columna va arribar a Sansanding, on va abandonar la vall del riu que en aquesta època de crescudes era gairebé un pantà de 50 km i es va dirigir, via Monimpé i Nono, a Télé on va arribar el 3 de gener. D'alli, al no poder anar a Sompti pel camí directe que passava per les ruïnes de Gardio i Diartou, ja que aquest camí estava submergit, es va dirigir per Dioura cap a Oudiabé, que era el punt d'aigua més proper. Durant quatre dies van avançar per un senderó patint de la manca d'aigua. A Oudiabé van poder beure i van descansar tres dies, que van aprofitar per reavituallar-se, seguint després cap a Diafala, Manguirma i Diartou fins a Sompi on van arribar el dia 16 de gener. Aquesta població havia estat evacuada pels Kel Antassar i allí Joffre va saber que els tuaregs s'estaven reunint en gran nombre a Goundam. Una patrulla de spahis va advertir que Nioukou, el cap de la comarca de Niafounké, refusava el pas als francesos, el capità va atacar la població que disposava d'una tata. 400 guerrers defensaven l'accés a la tata però després d'un quart d'hora de trets foren dispersats amb un centenar de morts (20 de gener).
Cinc dies després la columna va acampar a Atta a la riba del llac Fati. La població, igual que la de Mékore, estava deserta i no hi havia cap piragüa. A la nit el capità Pouydebat amb alguns spahis i l'escamot del tinent Maillac va ocupar el marigot de Goundam on esperava trobar embarcacions per passar el riu. Però a Goundam no hi va trobar cap piragüa ni altra embarcació més que les destruïdes pels enemics. Els tuaregs estaven a l'altre costat del riu; poc després se li va reunir allí la resta de la columna. No hi havia cap gué per passar i el riu tenia uns 300 metres d'ample amb corrents ràpides, per la qual cosa Joffre va enviar un correu a Kabara per prevenir al tinent de vaixell Boiteux que no podia creuar, i es va destacar cap al sud, a Tendirma, l'esquadró Prost i un escamot de la companyia 12. Prost va caminar tota la nit i el 28 al matí va arribar a Tendirma els habitants de la qual s'havien refugiat en una illa del riu amb el gra i els ramats; però va trobar quatre piragües que servien per a 20 homes amb els quals va atacar als pacífics indígenes als que va causar 30 morts i es va apoderar dels seus ramats i gra. El 31 de gener es va reunir amb la columna amb el seu botí.
En veure que ara els francesos disposaven de quatre piragües, els tuaregs es van concentrar a la riba del riu però delmats pels trets d'artilleria es van haver de retirar. L'endemà es van transportar de mica en mica les tropes a l'altre costat del riu on es van fer forts. Aquest mateix dia Joffre va tenir notícies del combat de Tacoubao o desastre de Dongoï i de l'arribada imminent de la flotilla i del capità Philippe amb reforços. Els reforços van arribar a Goundam i el 3 de febrer totes les tropes estaven concentrades a la riba esquerra del riu.
Joffre va considerar necessari perseguir als tuaregs per evitar que després de la seva victòria es produís una revolta general, i va formar una columna lleugera amb l'esquadró Prost, dues companyies i mitja de tiradors, dos seccions d'artilleria i el 4 de febrer va marxar sobre Farasch on tenia notícia que hi havia tuaregs. Va arribar a Karao-Kamba, i va enviar una patrulla de reconeixement cap a Farasch; les forces tuaregs s'havien retirat cap a Oum-el-Djerane, a quatre etapes més al nord-est. Era impossible d'atrapar un adversari tant mobil i Joffre va retornar a Goundam. El 7 de febrer es va dirigir cap a Timbuctu per terra mentre el comboi fou carregat a les piragües i escortat per la flotilla. A Tacoubao la columna va recollir els ossos dels seus companys escampats per l'arena (13 europeus, però només el capità Regard va poder ser identificat) que foren cremats en el lloc i les cendres enviades a Timbuctu on van arribar el 12 de febrer on Joffre va ordenar de rendir-los-hi honors

## Bashes marroquins i els successors fins a l'ocupació francesa[10]
- Judar 1589-1591
- Mahmud 1591-1594/5
- al-Mansur 1594/5-1597/8
- Mahmud Taba 1597/8-1598/9
- Ammar al-Fita 1598/9-1599/1600
- Sulayman 1599/1600-1603/4
- Mahmud Longo 1603/4-1611/2
- Ali 1611/2-1617
- Ahmad al-Ilji 1617
- Haddu al-Ajnasi 1617-1618
- Muhammad al-Massi 1618-1621/2
- Yusuf al-Qasri 1621/2-1626/7
- Ibrahim al-Jarrari 1626/7-1627/8
- Ali al-Qadir 1627/8-1631/2
- Ali al-Massi 1631/2-1631/2
- Saud Ajrud al-Sharqi 1631/2-1633/4
- Abd al-Rahman 1633/4-1634/5
- Said al-Mahmudi 1634/5-1636/7
- Masud al-Zaari 1636/7-1642/3
- Muhammad 1642/3-1646/7
- Ahmad al-Tilimsani 1646/7-1647/8
- Hamid al-Haiyuni 1647/8-1648
- Yahya al-Gharnati 1648-1650/1
- Hammadi al-Ajnasi 1650/1-1653/4
- Muhammad ibn Musa 1653/4-1654/5
- Muhammad al-Shiadami 1654/5-1656/7
- Muhammad al-Shatuki Qaid Buya 1656/7-1660
- Allal al-Harusi (1 dia) 1660
- al-Haj al-Mukhtar 1660-1660/1
- Hammu al-Ilji 1660/1-1660/1
- Ali al-Faraji 1660/1-1661/2
- Ali al-Tazarkini 1661/2-1662/3
- Ammar Ajrud al-Sharqi 1662/3-1665/6
- Muhammad al-Shatuki Qaid Buya (segona vegada) 1665/6-1666/7
- Nasr al-Amashi al-Dari 1666/7-1666/7
- Abd al-Rahman al-Andalusi 1666/7-1667/8
- Nasr al-Tilimsani 1667/8-1670
- Muhammad al-Kuihil al-Sharqi 1670-1671/2
- Muhammad al-Mubarak al-Dari 1671/2-1672/3
- Ali al-Dari I 1672/3-1675/6
- Said al-Fasi 1675/6-1678/9
- Abdallah al-Dari 1678/9-1679/80
- Dhu l-Nun al-Mukhtar al-Sharqi 1679/80-1680/1
- Muhammad al-Ilji 1680/1-1680/1
- Yahya al-Mubarak al-Dari 1680/1-1681/2
- Dhu l-Nun al-Mukhtar al-Sharqi (segona vegada).1681/2-1682
- Muhammad al-Mubarak al-Dari (segona vegada) 1682
- Ba-Haddu Salim al-Hassani 1682
- al-Faa Benkano al-Sharqi al-Mudasani.(3 dies) 1682
- Zenka Abd al-Rahman al-Fasi 1682-1683/4
- Muhammad al-Ilji (segona vegada) 1683/4-1683/4
- Ali al-Amri 1683/4-1684/5
- al-Mubarak al-Zaari 1684/5-1685/6
- Saud Bokarna 1685/6-1685/6
- al-Hassan al-Munabbih 1685/6-1686/7
- Abdallah al-Qaid Hassan al-Dari 1686/7-1687/8
- al-Abbas al-Amri 1687/8-1687/8
- al-Mansur al-Zaari Sanibar 1687/8-1688/9
- Ahmad al-Tazarkini 1688/9-1689/90
- Saud Bokarna (segona vegada) 1689/90-1690/1
- Sanibar Buya 1690/1-1690/1
- Ibrahim al-Dari 1690/1-1692/3
- Baba Sayyid Hammadi al-Sharqi 1692/3-1692/3
- al-Mubarak al-Za'ari (segona vegada) 1692/3-1693/4
- Ibrahim al-Dar'i (segona vegada) 1693/4-1693/4
- Dhu l-Nun al-Mukhtar al-Sharqi (tercera vegada) 1693/4-1693/4
- Ahmad al-Khalifa al-Tilimsani 1693/4-1694/5
- Sanibar Buya (segona vegada) 1694/5-1695/6
- Abdallah al-Amashi al-Dari 1695/6-1695/6
- Hammadi al-Tazarkini 1695/6-1696/7
- al-Mubarak al-Dari 1696/7-1696/7
- Mohammed al-Sharqi al-Sanauni (1 dia) 1696/7
- Ali al-Dari II 1696/7-1697/8
- Yahya al-Fishtani 1697/8-1697/8
- Abdallah al-Tilimsani 1697/8-1697/8
- al-Mansur al-Za'ari Sanibar (segona vegada) 1697/8-1699/1700
- Hammadi al-Tazarkini (segona vegada) 1699/1700-1700/1
- Abdallah al-Tilimsani (segona vegada) 1700/1-1700/1
- Yusuf al-Dari 1700/1-1701/2
- Muhammad al-Fasi 1701/2-1702/3
- Ahmad al-Sharqi 1702/3-1702/3
- Ali al-Dari III 1702/3-1702/3
- Santaa al-Fasi 1702/3-1703/4
- Mami al-Tazarkini 1703/4-1703/4
- Muhammad ibn Said 1703/4-1703/4
- Muhammad al-Sharqi al-Sanauni (segona vegada) 1703/4-1704/5
- Yahya Fishtani (segona vegada) 1704/5-1704/5
- Abdallah al-Tilimsani (tercera vegada) 1704/5-1704/5
- Said al-Khabbazi 1704/5-1704/5
- Mami al-Tazarkini (segona vegada) 1704/5-1706/7
- al-Mubarak al-Gharnati 1706/7-1706/7
- Nasr al-A'mashi al-Dari 1706/7-1707/8
- Abdallah al-Tilimsani (quarta vegada) 1707/8-1707/8
- Ali al-Munabbih 1707/8-1708/9
- Muhammad al-Tazarkani I 1708/9-1708/9
- Hammadi Zenko 1708/9-1709/10
- Yahya Fishtani (tercera vegada) 1709/10-1709/10
- Yahya al-Dari 1709/10-1710/1
- Ba-Bakribn Muhammad Sayyidi 1710/1-1711/2
- Yusuf al-Dari (segona vegada) 1711/2-1711/2
- Abd al-Qadir al-Tazarkani 1711/2-1712/3
- Abdallah al-Tilimsani (cinquena vegada) 1712/3-1712/3
- Ali al-Dari IV 1712/3-1712/3
- al-Mansur al-Zaari Sanibar (tercera vegada) 1712/3-1713/4
- Mami al-Tazarkini (tercera vegada) 1713/3-1713/4
- Ali al-Munabbih (segona vegada) 1713/3-1713/4
- Abdallah al-Imrani 1713/4-1714/5
- Ammar ibn Saud Bokarna 1714/5-1714/5
- Ba-Haddu al-Dari I 1714/5-1714/5
- Abdallah al-Imrani (segona vegada) 1714/5-1715
- Ba-Haddu al-Dari I (segona vegada) 1715
- Muhammad al-Tazarkini II 1715
- Ali al-Dari IV 1715/6-1715/6
- Abdallah al-Imrani (tercera vegada) 1715/6-1715/6
- al-Mansur al-Zaari Sanibar (quarta vegada) 1715/6-1718/9
- Ba-Haddu al-Dari I (tercera vegada) 1718/7-1720/1
- Abd al-Ghaffar al-Tazarkani 1720/1-1721/2
- Abdallah al-Imrani (quarta vegada) 1721/2-1725/6
- Mahmud Buya 1725/6-1725/6
- Abd al-Rahman al-Tazarkani 1725/6-1726/7
- Abdallah al-Imrani (ciinquena vegada) 1726/7-1726/7
- Ba-Haddu al-Dari I (quarta vegada) 1726/7-1728/9
- Yusuf al-Dari (tercera vegada) 1728/9-1729/30
- Abdallah al-Imrani (sisena vegada) 1729/30-1731/2
- Muhammad Bohhu al-Zaari 1731/2-1732/3
- al-Hassani al-Tazarkani 1732/3-1733/4
- Muhammad al-Tazarkani III 1733/4-1734/5
- Said al-Tazarkani 1734/5-1735/6
- Hammadi al-Zaari 1735/6-1736/7
- Said al-Tazarkani (segona vegada) 1736/7-1737/8
- Hammadi al-Zaari (segona vegada) 1737/8-1737/8
- Muhammad al-Tazarkani (segona vegada) 1737/8-1737/8
- al-Faa Ibrahim al-Dari 1737/8-1738/9
- Hammadi al-Dari 1738/9-1738/9
- al-Faa Ibrahim al-Tazarkani 1738/9-1738/9
- Said al-Zaari 1738/9-1739/40
- Yahya al-Tazarkani 1739/40-1740/1
- Baba-Sayyid Zenko 1740/1-1741/2
- al-Hassan al-Amri 1741/2-1741/2
- Said al-Zaari (segona vegada) 1741/2-1742/3
- Said al-Tazarkani 1742/3-1743/4
- Said al-Zaari (tercera vegada) 1743/4-1745/6
- Baba-Sayyid Zenko (segona vegada) 1745/6-1746/7
- al-Faa Mahmud al-Shatuki 1746/7-1748
- Abd al-Ghaffar ibn Usama al-Tazarkani 1748
- Ba-Bakr al-Dari 1748
- Said al-Tazarkani (segona vegada) 1748- ?
- Ali al-Dari V
- Ali Bokarna
- Ba-Haddu al-Dar'i II
- Baba-Ali al-Tazarkini ? -1787
- Tuaregs i bashes 1787-1813
- Imperi de Massina 1813-1814
- Tuaregs i bashes 1814-1826
- Massina i bashes 1826-1832
- Imperi de Massina 1832-1844
- Tuareg 1844-1846
- Imperi de Massina 1846-18??
- Xeic Ahmad al-Bakkai al-Kunti (Kunta) ?-1862
- Imperi Toucoleur 1862-1864
- Xeic Ahmad al-Bakkai al-Kunti (Kunta) 1864-1865
- Bakkiyya 1865-1893
- A França 1893-1960

## Cultura i monuments

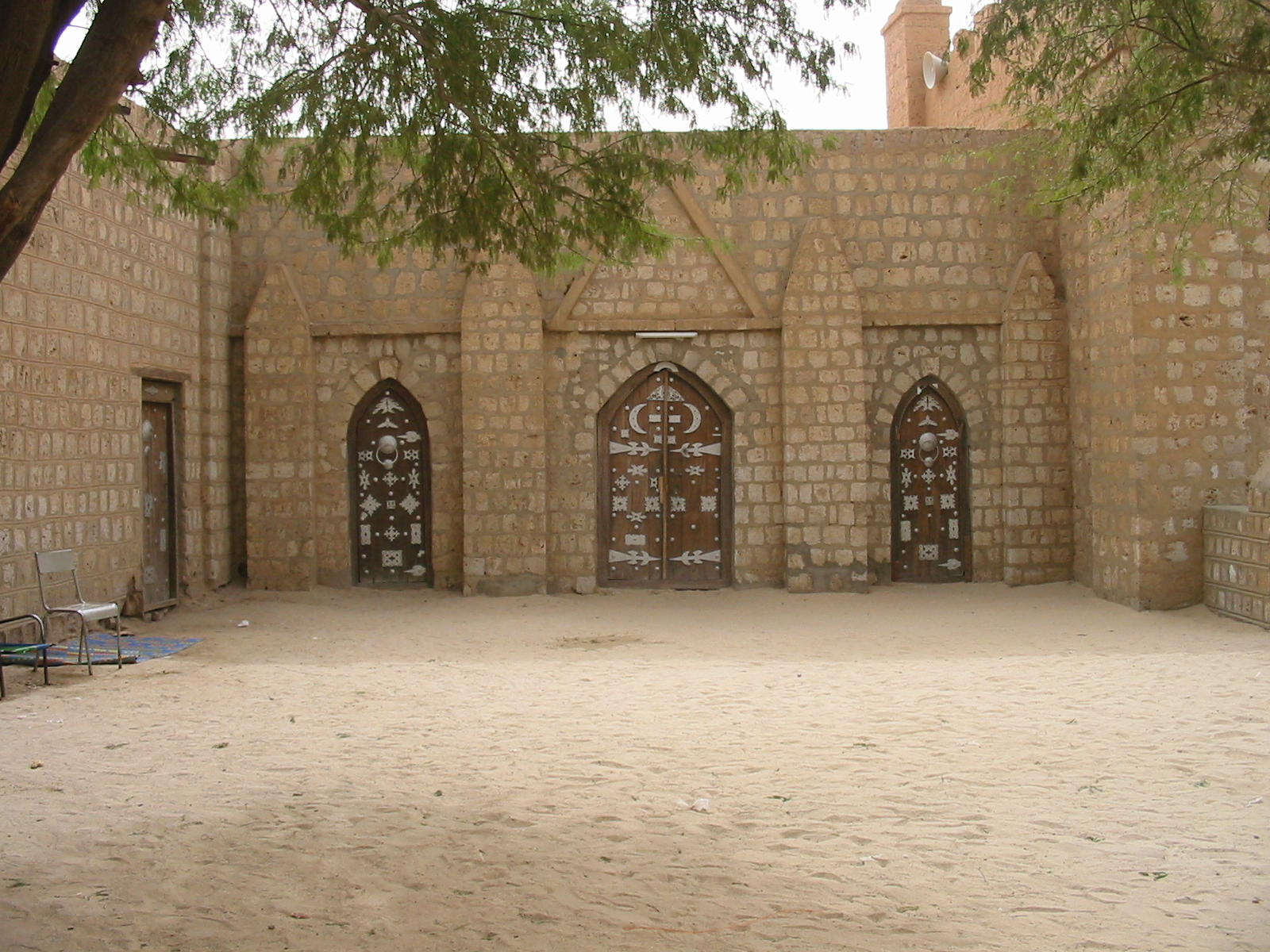
Portes de la madrassa de Sankore

Timbuctu és inscrita en la llista del patrimoni mundial de la UNESCO des del 1988. Des d'aquell moment, s'han dut a terme diversos programes per conservar i protegir la ciutat de l'avenç de les sorres del desert.
La major part de l'àrea de la ciutat està dedicada a mercats i espais públics. Els seus carrers són de sorra, estrets i sinuosos.
Un dels llocs més atraients per al visitant és la seva muralla, d'uns 5 km, però també la mesquita de Djingareyber, construïda el 1325 per l'arquitecte granadí Abou Ishaq es-Sahéli, a petició de l'emperador Kouta Moussa. Aquesta és l'única mesquita a la qual poden accedir els visitants no musulmans.
També és apreciable la bellesa de la madrassa de Sankore; el Palau Buctú i la mesquita de Sidi Yahya, records de l'edat d'or d'aquesta ciutat.
La desertificació i l'acumulació de sorra portada pel vent sec harmattan va destruir la vegetació, el proveïment d'aigua i moltes estructures històriques de la ciutat.
El 2007, la ciutat de Timbuctu fou finalista de les Set noves meravelles del món.

## Els manuscrits de Timbuctu
El veritable tresor de Timbuctu és constituït per un conjunt de prop de 100.000 manuscrits pertanyents a les grans famílies de la ciutat.
Aquests manuscrits, alguns dels quals daten de l'època preislàmica, són conservats des de fa segles com a secrets de família. La majoria estan escrits en àrab o fulani, la llengua ful, per savis originaris de l'Imperi de Mali i contenen un saber didàctic sobre astronomia, música, botànica… Manuscrits més recents cobreixen el dret, les ciències, la història (amb documents com el Tarikh el-Sudan de Mahmoud Kati sobre la història del Sudan del segle xv i el Tarikh el-Fetash d'Abderahmane Es-Saad del segle XVII), la religió o el comerç.
El Centre de Documentació i d'Investigacions Ahmed-Baba (Cedrab), fundat el 1970 pel govern, amb l'ajut de la UNESCO, recull alguns d'aquests manuscrits per restaurar-los i digitalitzar-los. Molts d'aquests documents es troben en perill per culpa dels col·leccionistes occidentals.
A finals de setembre del 2003, es va acabar la construcció de la Biblioteca Andalusí de Timbuctu, on s'allotgen més de 3.000 volums amb manuscrits pertanyents, majoritàriament, als segles xv i xvi.